# Trigonisca rondoni
Trigonisca rondoni là một loài Hymenoptera trong họ Apidae. Loài này được Camargo & Pedro mô tả khoa học năm 2005.